# Championnat de Bahreïn de football 2002
Navigation
Saison précédente Saison suivante
La saison 2002 du Championnat de Bahreïn de football est la quarante-sixième édition du championnat national de première division à Bahreïn. Les douze équipes de la dernière saison de première division et six équipes de deuxième division s'affrontent une seule fois lors de cette édition intercalée qui permet de reconstruire les deux premières divisions : les dix premiers du classement final se maintiennent tandis que les huit derniers sont relégués en deuxième division.
C'est Al Muharraq Club, tenant du titre, qui remporte à nouveau la compétition, après avoir terminé en tête du classement final, à égalité de points mais une meilleure différence de buts sur Al-Ahli Club et dix sur Riffa Club. C'est le vingt-sixième titre de champion de Bahreïn de l'histoire du club, qui réussit même le doublé en s'imposant en Coupe de Bahreïn face à Al-Ahli Club.

## Les clubs participants
| - Al Muharraq Club - Riffa Club - East Riffa - Essa Town FC - Al Najma Club - Malkiya Club - Budaiya Club - Promu de D2 - Manama Club - Promu de D2 - Al-Shabab Club - Promu de D2 | - Busaiteen Club - Al-Ahli Club - Bahrain Club - Al Sahel Bahrein - Setra Club - Al Hala SC - Al Ittifaq Daraz - Promu de D2 - Al Tadamon Club - Promu de D2 - Al Ittihad Bahrein - Promu de D2 |

## Compétition

### Classement
Le classement est établi sur le barème de points classique (victoire à 3 points, match nul à 1, défaite à 0).
| Rang | Équipe               | Pts | J  | G  | N | P  | Bp | Bc | Diff |
| ---- | -------------------- | --- | -- | -- | - | -- | -- | -- | ---- |
| 1    | Al Muharraq Club'T'C | 46  | 17 | 15 | 1 | 1  | 53 | 10 | +43  |
| 2    | Al-Ahli Club         | 46  | 17 | 15 | 1 | 1  | 46 | 9  | +37  |
| 3    | Riffa Club           | 36  | 17 | 11 | 3 | 3  | 51 | 14 | +37  |
| 4    | Busaiteen Club       | 32  | 17 | 9  | 5 | 3  | 33 | 21 | +12  |
| 5    | Malkiya Club         | 30  | 17 | 9  | 3 | 5  | 31 | 22 | +9   |
| 6    | Al-Shabab ClubP      | 30  | 17 | 9  | 3 | 5  | 35 | 29 | +6   |
| 7    | Bahrain Club         | 28  | 17 | 8  | 4 | 5  | 29 | 21 | +8   |
| 8    | Al Najma Club        | 26  | 17 | 7  | 5 | 5  | 28 | 19 | +9   |
| 9    | Al Hala SC           | 26  | 17 | 7  | 5 | 5  | 32 | 25 | +7   |
| 10   | East Riffa           | 25  | 17 | 6  | 7 | 4  | 27 | 23 | +4   |
| 11   | Essa Town FC         | 23  | 17 | 6  | 5 | 6  | 31 | 27 | +4   |
| 12   | Budaiya ClubP        | 19  | 17 | 4  | 7 | 6  | 14 | 28 | -14  |
| 13   | Al Tadamon Club      | 14  | 17 | 4  | 2 | 11 | 21 | 33 | -12  |
| 14   | Setra Club           | 14  | 17 | 4  | 2 | 11 | 19 | 38 | -19  |
| 15   | Al Ittihad BahreinP  | 13  | 17 | 3  | 4 | 10 | 15 | 36 | -21  |
| 16   | Al Ittifaq DarazP    | 6   | 17 | 1  | 3 | 13 | 16 | 40 | -24  |
| 17   | Al Sahel Bahrein     | 6   | 17 | 1  | 3 | 13 | 18 | 60 | -42  |
| 18   | Manama ClubP         | 6   | 17 | 1  | 3 | 13 | 13 | 57 | -44  |

|  | Qualification pour la Coupe du golfe des clubs champions 2003 et pour le Tournoi du prince Faysal bin Fahad 2003 |
|  | Qualification pour la Ligue des champions de l'AFC 2003                                                          |
|  | Qualification pour la Coupe du golfe des clubs champions 2003                                                    |
|  | Relégation en deuxième division                                                                                  |
|  | T : Tenant du titre C : Vainqueur de la Coupe de Bahreïn P : Promu de D2                                         |

## Bilan de la saison
| Championnat de Bahreïn de football 2002                             | |
| Champion                                                            | Al Muharraq Club (25e titre)                                                                                          |
| Coupes et trophées                                                  | |
| Vainqueur de la Coupe de Bahreïn 2002                               | Al Muharraq Club |
| Qualifications continentales                                        | |
| Ligue des champions de l'AFC 2003                                   | Busaiteen Club |
| Ligue des champions de l'AFC 2003                                   | Riffa Club |
| Tournoi du prince Faysal bin Fahad 2003                             | Riffa Club |
| Coupe du golfe des clubs champions 2003                             | Al Muharraq Club |
| Promotions et relégations                                           | |
| Promus en Bahraini Premier League                                   | Aucun |
| Relégués en Championnat de Bahreïn de football de deuxième division | Essa Town FC Budaiya Club Al Tadamon Club Setra Club Al Ittihad Bahrein Al Ittifaq Daraz Al Sahel Bahrein Manama Club |